# Bayenghem-lès-Éperlecques
Bayenghem-lès-Éperlecques és un municipi francès situat al departament del Pas de Calais i a la regió dels Alts de França. L'any 2007 tenia 921 habitants.

## Demografia

### Població
El 2007 la població de fet de Bayenghem-lès-Éperlecques era de 921 persones. Hi havia 314 famílies de les quals 52 eren unipersonals (20 homes vivint sols i 32 dones vivint soles), 79 parelles sense fills, 155 parelles amb fills i 28 famílies monoparentals amb fills.
La població ha evolucionat segons el següent gràfic:
Habitants censats

### Habitatges
El 2007 hi havia 331 habitatges, 317 eren l'habitatge principal de la família, 5 eren segones residències i 9 estaven desocupats. 326 eren cases i 4 eren apartaments. Dels 317 habitatges principals, 272 estaven ocupats pels seus propietaris, 44 estaven llogats i ocupats pels llogaters i 1 estava cedit a títol gratuït; 2 tenien una cambra, 3 en tenien dues, 22 en tenien tres, 76 en tenien quatre i 214 en tenien cinc o més. 261 habitatges disposaven pel capbaix d'una plaça de pàrquing. A 102 habitatges hi havia un automòbil i a 196 n'hi havia dos o més.

### Piràmide de població
La piràmide de població per edats i sexe el 2009 era:
| Homes | Edats   | Dones |
| ----- | ------- | ----- |
| 0     | 95 o +  | 0     |
| 4     | 90 a 94 | 0     |
| 4     | 85 a 89 | 0     |
| 8     | 80 a 84 | 0     |
| 8     | 75 a 79 | 16    |
| 4     | 70 a 74 | 4     |
| 12    | 65 a 69 | 20    |
| 12    | 60 a 64 | 0     |
| 4     | 55 a 59 | 16    |
| 20    | 50 a 54 | 20    |
| 32    | 45 a 49 | 16    |
| 52    | 40 a 44 | 24    |
| 40    | 35 a 39 | 24    |
| 20    | 30 a 34 | 44    |
| 16    | 25 a 29 | 12    |
| 8     | 20 a 24 | 12    |
| 20    | 15 a 19 | 32    |
| 68    | 10 a 14 | 48    |
| 44    | 5 a 9   | 28    |
| 24    | 0 a 4   | 24    |

## Economia
El 2007 la població en edat de treballar era de 645 persones, 462 eren actives i 183 eren inactives. De les 462 persones actives 420 estaven ocupades (235 homes i 185 dones) i 42 estaven aturades (21 homes i 21 dones). De les 183 persones inactives 48 estaven jubilades, 68 estaven estudiant i 67 estaven classificades com a «altres inactius».

### Ingressos
El 2009 a Bayenghem-lès-Éperlecques hi havia 307 unitats fiscals que integraven 925,5 persones, la mediana anual d'ingressos fiscals per persona era de 15.209 €.

### Activitats econòmiques
Dels 16 establiments que hi havia el 2007, 2 eren d'empreses extractives, 1 d'una empresa alimentària, 1 d'una empresa de fabricació d'altres productes industrials, 1 d'una empresa de construcció, 3 d'empreses de comerç i reparació d'automòbils, 1 d'una empresa de transport, 2 d'empreses d'hostatgeria i restauració, 4 d'empreses de serveis i 1 d'una empresa classificada com a «altres activitats de serveis».
Dels 3 establiments de servei als particulars que hi havia el 2009, 1 era un taller de reparació d'automòbils i de material agrícola, 1 paleta i 1 perruqueria.
L'any 2000 a Bayenghem-lès-Éperlecques hi havia 9 explotacions agrícoles que ocupaven un total de 190 hectàrees.

## Equipaments sanitaris i escolars
El 2009 hi havia una escola elemental.

## Poblacions més properes
El següent diagrama mostra les poblacions més properes.